# Ljubit'
Ljubit' (Любить…) è un film del 1968 diretto da Michail Naumovič Kalik e Inna Tumanjan.